# Acolasis illustrans
Coenipeta illustrans là một loài bướm đêm trong họ Erebidae.